# 德赤赞普
德赤赞普（藏語：གདགས་ཁྲི་བཙན་པོ།，威利转写：gDags-khri btsan-po，?—?），又译为德弃赞普、达赤赞布、塔賜贊普、達墀贊薄。按照藏族的传统他是吐蕃王朝第6任赞普，吐蕃王朝早期天赤七王之六。